# Gelangan
Gelangan is een bestuurslaag in het regentschap Magelang van de provincie Midden-Java, Indonesië. Gelangan telt 7283 inwoners (volkstelling 2010).